# Thiratoscirtus bipaniculus
Thiratoscirtus bipaniculus es una especie de araña saltarina del género Thiratoscirtus, familia Salticidae. Fue descrita científicamente por Wesołowska & Russell-Smith en 2011.
Habita en Nigeria.